# Salzburg
 Salzburg (?·pàg.) és una ciutat estatutària, la quarta d'Àustria en població, i la capital de l'estat homònim, Salzburg. Coneguda internacionalment pel magnífic centre històric que s'ha mantingut al llarg dels segles i que des de 1997 és protegit per la UNESCO. La ciutat també és coneguda per ser el bressol de Mozart i la seu del famós festival de Salzburg que se celebra anualment.

## Geografia
Situada a la riba del riu Salzach i al límit septentrional de la serralada alpina, la ciutat es troba pròxima al cim d'Untersberg de 1972 metres. A més a més, la ciutat està envoltada dels cims de Mönchsberg i de Kapuzinerberg que actuen com a pulmons verds de la ciutat.
Salzburg es troba al mig de la ruta entre Múnic i Viena estant a 150 quilòmetres de la primera ciutat i a 300 quilòmetres de la segona.7

## Demografia
La població de Salzburg l'any 2007 és de 150.269 habitants. Al llarg del segle xx la població s'ha triplicat passant dels 48.945 amb què començà el segle i acabant amb 150.269 habitants que té en l'actualitat.
| Any  | Població |
| ---- | -------- |
| 1900 | 48.945   |
| 1951 | 102.927  |
| 1961 | 108.114  |
| 1971 | 129.919  |
| 1981 | 139.426  |
| 1991 | 143.978  |
| 2001 | 142.662  |
| 2007 | 150.269  |

## Història

### Edat Antiga i Mitjana
La zona de Salzburg ha estat habitada des de l'època neolítica. Les primeres traces de poblament són de poblaments celtes que habitaren les valls del riu Salzach. Durant l'època romana, les petites poblacions celtes foren unificades en una única població anomenada Juvavum o Juvavia. Aquesta era la capital dels reis de Noricum fins que fou ocupada pels romans Fou seu de la V cohort de la I Legió i residència del governador provincial. A la segona meitat del segle V fou destruïda pels hèruls però fou restaurada al segle VII.
La construcció de la Fortalesa de Hohensalzburg l'any 1077 significà la consolidació de la població esdevenint la base del futur creixement. A la final del segle xiv el territori de Salzburg esdevingué completament independent de Baviera constituint-se com un principat de caràcter religiós sota l'autoritat d'un arquebisbe. Aquesta situació perdurà fins al 1803.

### Edat Contemporània
El 31 d'octubre de 1731, aprofitant el 214è aniversari de la publicació de Les 95 Tesis de Martin Luter, l'arquebisbe de Salzburg expulsa la població de religió protestant de la ciutat. En total 21.475 habitants que se'ls convidava a acceptar el catolicisme o a abandonar la ciutat. Molts es convertiren, però, prop de 12.000 salzburguesos hagueren de marxar de la ciutat instal·lant-se molts d'ells a Prússia gràcies a l'oferiment del rei Frederic Guillem I de Prússia.
L'any 1803, en el marc de les guerres napoleòniques, els territoris eclesiàstics del Sacre Imperi Romanogermànic foren secularitzats, entre ells Salzburg. L'antic arquebisbat fou estregat al gran duc Ferran III de Toscana, després d'haver perdut el Gran Ducat de Toscana. L'any 1805, pel tractat de Pressburg el territori de Salzburg fou entregat a Àustria i cinc anys després al Regne de Baviera. Finalment, el 1816, el territori de Salzburg passà definitivament a Àustria gràcies al Congrés de Viena.
L'any 1850, el territori salzburguès esdevingué un territori independent de la Corona austríaca. L'any 1921, una enquesta feta a la població afirmava que el 99% dels ciutadans de Salzburg desitjaven l'annexió d'Àustria a Alemanya.
El 13 de març de 1938, durant l'Anchluss, les tropes alemanyes ocuparen Salzburg, els opositors als nacionalsocialistes i els jueus fores arrestats i la sinagoga jueva destruïda. Diferents camps de concentració tant per jueus com per dissidents i estrangeres foren ubicats a l'àrea de Salzburg.
Durant la Segona Guerra Mundial la ciutat fou bombardejada pels aliats; en aquests bombardejos moriren 550 persones i es destruïren 7.600 cases. Malgrat que la Catedral i diferents ponts de la ciutat foren destruïts, la ciutat mantingué un magnífic catàleg de monuments arquitectònics esdevenint un magnífic exemple de ciutat.
Salzburg fou alliberada per les tropes estatunidenques l'any 1945. La ciutat esdevingué el centre de decisió de les tropes d'ocupació aliades a Àustria després de la Guerra.

## Atraccions turístiques de Salzburg
La ciutat de Salzburg és un important destí turístic de l'Europa central gràcies als magnífics monuments que té i a la gran oferta cultural.

### Ciutat antiga
- Tot el centre històric de Salzburg està inscrit a la llista del Patrimoni de la Humanitat de la UNESCO des de l'any 1996.[1] El centre històric inclou nombroses esglésies i palaus.
- La Catedral de Salzburg.
- La Fortalesa de Hohensalzburg.
- L'Església Franciscana de Salzburg.
- El cementiri de Sant Pere.
- L'abadia de Nonnberg.
- El Castell de Mirabell.
- El Castell de Leopoldskron.
- Hellbrunn.
- La Basílica de Maria Plain, a la Muntanya del Calvari.

### Proximitats de Salzburg
- El Castell de Klessheim.
- Salzkammergut, una gran àrea de llacs.
- El niu de les àligues.
- Nombroses estacions d'esquí alpines.
- Großes Wiesbachhorn.
- Salzburgring

## Fills il·lustres
- Wolfgang Amadeus Mozart, compositor.
- Joseph Woelffl, compositor.
- Herbert von Karajan, director d'orquestra i compositor.
- Eberhard Hopf, matemàtic.